# Rivière Antoine
Rivière Antoine är ett vattendrag i Kanada.   Det ligger i provinsen Québec, i den sydöstra delen av landet, 260 km väster om huvudstaden Ottawa.
I omgivningarna runt Rivière Antoine växer i huvudsak blandskog. Trakten runt Rivière Antoine är nära nog obefolkad, med mindre än två invånare per kvadratkilometer.